# Asparagus radiatus
Asparagus radiatus är en sparrisväxtart som beskrevs av Sebsebe Demissew. Asparagus radiatus ingår i släktet sparrisar, och familjen sparrisväxter. Inga underarter finns listade i Catalogue of Life.